# 키노트
키노트(Keynote)는 애플이 개발한 프레젠테이션 소프트웨어로 아이워크(iWork) 오피스 프로그램의 한부분이다.

## 역사
키노트는 애플의 CEO인 스티브 잡스가 맥월드 엑스포 기조연설에서 사용하기 위해 만들었다. 초기 키노트의 모습은 넥스트스텝의 라이트하우스 디자인 컨커런스(Lighthouse Design Concurrence) 프레젠테이션 소프트웨어와 비슷하였다. 현재 애플의 임원이자 과거 라이트하우스 디자인을 세운 로저 로즈너(Roger Rosner)가 키노트 개발과 아이디어를 많이 기여한 것으로 알려져 있다.
맥 오에스 텐의 쿼츠, 오픈GL, PDF 등 차세대 그래픽 기술을 구연하여 제작하였으며 수많은 그림 형식을 지원하고 초보자도 쉽게 발표 슬라이드를 제작할 수 있게 하였다. 또한 GPU를 이용한 그래픽 가속 기술인 쿼츠 익스트림을 사용한 3차원 애니메이션과 전환 효과 등은 경쟁 제품인 파워포인트에서는 그 당시 쉽게 구현할 수가 없는 모습이었다.
2003년 1월에 단독 프로그램으로 처음 출시되었으며, 2005년 2.0 버전부터 문서 작성 프로그램인 페이지와 함께 아이워크로 합쳐져 판매되었다. 2006년 3.0버전으로 아이워크 06로 출시된 키노트는 HD 지원과 3D 차트와 그래프 생성 기능, 그림 크기 조절 기능과 자유형식 마스크 도구를 추가하였다.
2007년 8월에 출시된 아이워크 08에는 키노트, 페이지와 함께 스프레드시트 프로그램인 넘버가 새로 추가되었다. 스마트 빌드와 새로운 테마, 전환 효과 등을 추가하였다.
2013년 10월 23일 아이워크가 이 날 이후 활성화된 iOS 기기와 맥에 한해 무료로 공개되었다. 키노트 6 업데이트로 디자인이 바뀌었다.

## 주요 기능
- HD급의 높은 해상도 테마
- 오픈GL 가속을 지원하는 3차원 그래픽 효과 (2차원, 3차원 화면 전환 효과)
- 다중 화면 지원
- 다양한 형식의 파일로 내보내기 지원 (PDF, 퀵타임, 파워포인트 .PPT 확장자)
- iDVD로 보내 DVD 제작
- 간단한 연산이 가능한 표 지원
- 모든 슬라이드 모두 보기 기능 (라이트 테이블)
- 프레젠터 도구 (청중이 보는 화면과 발표자가 보는 화면을 분리해서, 그리고 발표자에게 현재 슬라이드와 다음 슬라이드, 슬라이드 노트, 시간, 타이머를 보여 주는 모드)
- iChat를 통해 화상 대화를 할 때 슬라이드를 상대방에게 보여 주며 대화하기

하드웨어 사양(주로 그래픽 카드와 비디오 메모리)에 따라 지원되지 않는 그래픽 효과가 있을 수 있다.

## 같이 보기
- 슬라이드쇼
- 프레젠테이션 소프트웨어
- 아이워크
- 페이지
- 넘버